# Castor (Alberta)
Castor ist eine Ortschaft, mit dem Status einer Kleinstadt (englisch Town), in der kanadischen Provinz Alberta in Zentral-Alberta, 143 km östlich der Stadt Red Deer. Die Kleinstadt liegt am Castor Creek, einem Nebenfluss des Battle River. Dabei wurde der Castor Creek nach dem lateinischen Wort für "Biber" benannt.
Östlich der Gemeinde, außerhalb der Gemeindegrenzen nahe der Kreuzung des in Ost-West-Richtung verlaufenden Alberta Highway 12 mit dem in Nord-Süd-Richtung verlaufende Alberta Highway 36, befindet sich der Verwaltungssitz des Bezirks (englisch municipal district) County of Paintearth No. 18.
Die Ortschaft wurde 1909 als Dorf (Village of Castor) gegründet und erhielt schon 1910 den aktuellen Status einer Kleinstadt. Die Wirtschaft von Castor besteht aus Landwirtschaft, Öl- und Gaskonzernen sowie Bergbau.
Eine bekannte Persönlichkeit von Castor ist der ehemalige Eishockeyspieler Darcy Tucker.

## Demographie
Der Zensus im Jahr 2016 ergab für die Gemeinde eine Bevölkerungszahl von 929 Einwohnern, nachdem der Zensus im Jahr 2011 für die Gemeinde noch eine Bevölkerungszahl von 2.990 Einwohnern ergab. Die Bevölkerung hat dabei im Vergleich zum letzten Zensus im Jahr 2011 um 0,3 % abgenommen, während der Provinzdurchschnitt bei einer Bevölkerungszunahme von 11,6 % lag. Im Zensuszeitraum 2006 bis 2011 hatte die Einwohnerzahl in der Gemeinde noch minimal um 0,1 % zugenommen, während sie im Provinzdurchschnitt um 10,8 % zunahm.